# Pierre-Onésime Adnès
Pierre-Onésime Adnès (né à Charleville en juin 1760 et mort à Douai le 21 juin 1819) est un artiste mécanicien français.
Il devient chef des forges en Égypte et rentre avec l'armée en France en l'an X. Il devient plus tard professeur attaché à l'école de Châlons-en-Champagne et chef des forges à l'École des arts et métiers établie à Compiègne, le 15 août 1803, où il est resté jusqu'au 12 octobre 1818.